# Arquidiocese de Salerno-Campagna-Acerno
A Arquidiocese de Salerno-Campagna-Acerno (Archidiœcesis Salernitana - Campaniensis-Acernensis) é uma circunscrição eclesiástica da Igreja Católica na Itália, pertencente à Província Eclesiástica da Campânia (Sul da Itália) e à Conferenza Episcopale Italiana.

## Território
A Sé està na cidade de Caserta e o território inclui comunas da Província de Salerno e da Província de Avellino. Da arquidiocese fazem parte 163 paròquias.

## História
A Arquidiocese de Salerno – Campagna – Acerno deve seu nome atual e estrutura territorial à disposição de 30 de setembro de 1986, com a qual a Congregação para os Bispos incorporou definitivamente a Diocese de Campagna à Arquidiocese de Salerno.
Por decreto do Ministério do Interior datado de 31 de janeiro de 1987, foi-lhe concedido o status de organismo eclesiástico civilmente reconhecido, com sede em Salerno.
Quanto à origem apenas da Diocese de Salerno, não há uma data certa: “Fliche e Martin, entre as sedes episcopais existentes no século IV, não mencionam Salerno; em vez disso, eles o colocam entre aqueles que existiam nos séculos V e VI". Naquela época, “a sede episcopal está em atividade organizacional”. A existência de bispos é bem conhecida no período lombardo. Por volta de 640 a diocese era governada pelo pacífico bispo Gaudioso e, a partir daquele ano, a lista de bispos começou a tomar forma. Em 983, a Igreja de Salerno foi a sede do Arcebispo e Metropolita, com Amato como o primeiro arcebispo. A diocese começa a ter sua grande importância.
Em 1058, Alfano I foi nomeado Arcebispo de Salerno, inspirador e guia iluminado da construção da Catedral de Salerno, erguida por Roberto Guiscardo e consagrada por São Gregório VII no início de 1085.
Em 20 de julho de 1098, o Papa Urbano II concedeu ao Arcebispo Alfano II o título de Primaz.
Pouco a pouco, outras dioceses se separam do território da diocese, resultando num estreitamento de seus limites territoriais e jurisdição diocesana. Entre perdas e agregações subsequentes, em 1818 a diocese de Acerno foi anexada à diocese de Salerno e em 1986 à diocese de Campagna.

## Cronolgia dos Arcebispos do sèculo XX
| #                   | Nome                           | Período    | Notas                 |
| Arcebispos          | Arcebispos                     | Arcebispos | Arcebispos            |
| ------------------- | ------------------------------ | ---------- | --------------------- |
|                     | Andrea Bellandi                | 2019-      | Atual                 |
|                     | Luigi Moretti                  | 2010-2019  |                       |
|                     | Gerardo Pierro †               | 1992-2010  |                       |
|                     | Guerino Grimaldi †             | 1984-1992  |                       |
|                     | Caetano Pollio †               | 1969-1984  |                       |
|                     | Demétrio Moscato †             | 1945-1968  |                       |
|                     | Nicolau Monterisi †            | 1929-1944  |                       |
|                     | Carlos Gregório Maria Grasso † | 1915-1929  |                       |
|                     | Valerio Laspro †               | 1877-1914  |                       |
| Arcebispo-coadjutor |                                |            |                       |
|                     | Guerino Grimaldi               | 1982-1984  |                       |
| Bispo-auxiliar      |                                |            |                       |
|                     | Alfonso Raimo                  | 2024-      | Atual                 |
|                     | Guerino Grimaldi               | 1968-1971  | Nomeado Bispo de Nola |

## Conexões externas
- «Site da Arquidiocese»
- «Salernostoria: Os bispos & os arcebispos»